# پچلا
پچلا (به بلغاری: Pchela) روستایی در بلغارستان است که در استان یامبول واقع شده‌است. پچلا ۴۴۵ نفر جمعیت دارد و ۱۰۶ متر بالاتر از سطح دریا واقع شده‌است.